# Szűcs Sándor (mérnök)
Szűcs Sándor (Miskolc, 1872. január 9. – Budapest, 1939. január 27.) műszaki főtanácsos, Miskolc város főmérnöke.

## Élete
Szűcs Sándor tanár és Fogarassy Róza fiaként született, iskoláit szülővárosában járta, érettségijét a Református Főgimnáziumban (ez akkor még a Papszer 1. alatt működött, a mai Herman Ottó Múzeum épületében) szerezte meg. Ezután a budapesti Királyi József Műegyetemen tanult tovább, ahol 1895-ben szerezte meg mérnöki diplomáját.

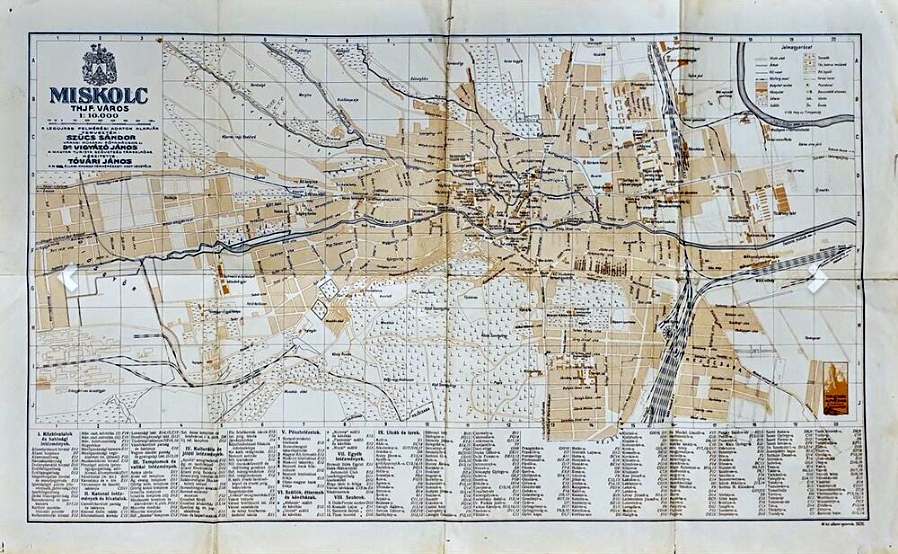
Szűcs Sándor-Vigyázó János-Tóvári János: Miskolc thjf város térképe, 1928

Végzés után a Körösök mentén dolgozott a folyószabályozásnál, majd visszatért szülővárosába, ahol a miskolci Főpályaudvar, illetve a rendező pályaudvar kialakítása volt a feladata. Ezután Miskolc szolgálatában városi mérnök lett. 1905-ben, Adorján (Adler) Károly városi főmérnök nyugdíjba vonulása után egyhangú döntéssel kinevezték Miskolc főmérnökévé (főépítészévé), és a városi mérnöki hivatal vezetője lett. Elsősorban útépítési, városrendezési munkálatokkal foglalkozott, utóbbinak elismerten a legfelkészültebb szakembere lett. Folytatta a Lippay Béla és Adler Károly által, a nagy miskolci árvíz után elkezdett városrendezési terv munkálatait, és részletes, konkrétumokat tartalmazó városrendezési tervet készített. A dokumentumot Részlet Miskolcz város szabályozási tervezetéből címen 1900. július 11-én tette közzé. Ebben – többek között – kitért a Széchenyi utca meghosszabbítására keleti irányban, valamint több új utca megnyitására. A térképkészítés kapcsán is Adler munkáját folytatta, az ő nevéhez fűződnek az 1924−1934 között megjelent Miskolc-térképek. A turizmus és a természetjárás pártfogója volt, 1894-től tagja, majd 1931-től elnöke volt a Miskolci Bükk Egyletnek. E kötődése kapcsán tervezte és építette meg 1899-ben a lillafüredi Zsófia-kilátót. Nevéhez fűződik az avasi turistaszálló és a bükkszentléleki menedékház felépítése is. 1932-ben vonult nyugdíjba. Presbitere volt a miskolci református egyházközségnek. Tulajdonosa volt a Magyar Érdemrend III. fokozatának.
1939-ben váratlanul hunyt el Budapesten, sírja a Deszkatemetőben van. Miskolcon utca viseli a nevét, Hejőcsabán.